# Kontakt wzrokowy

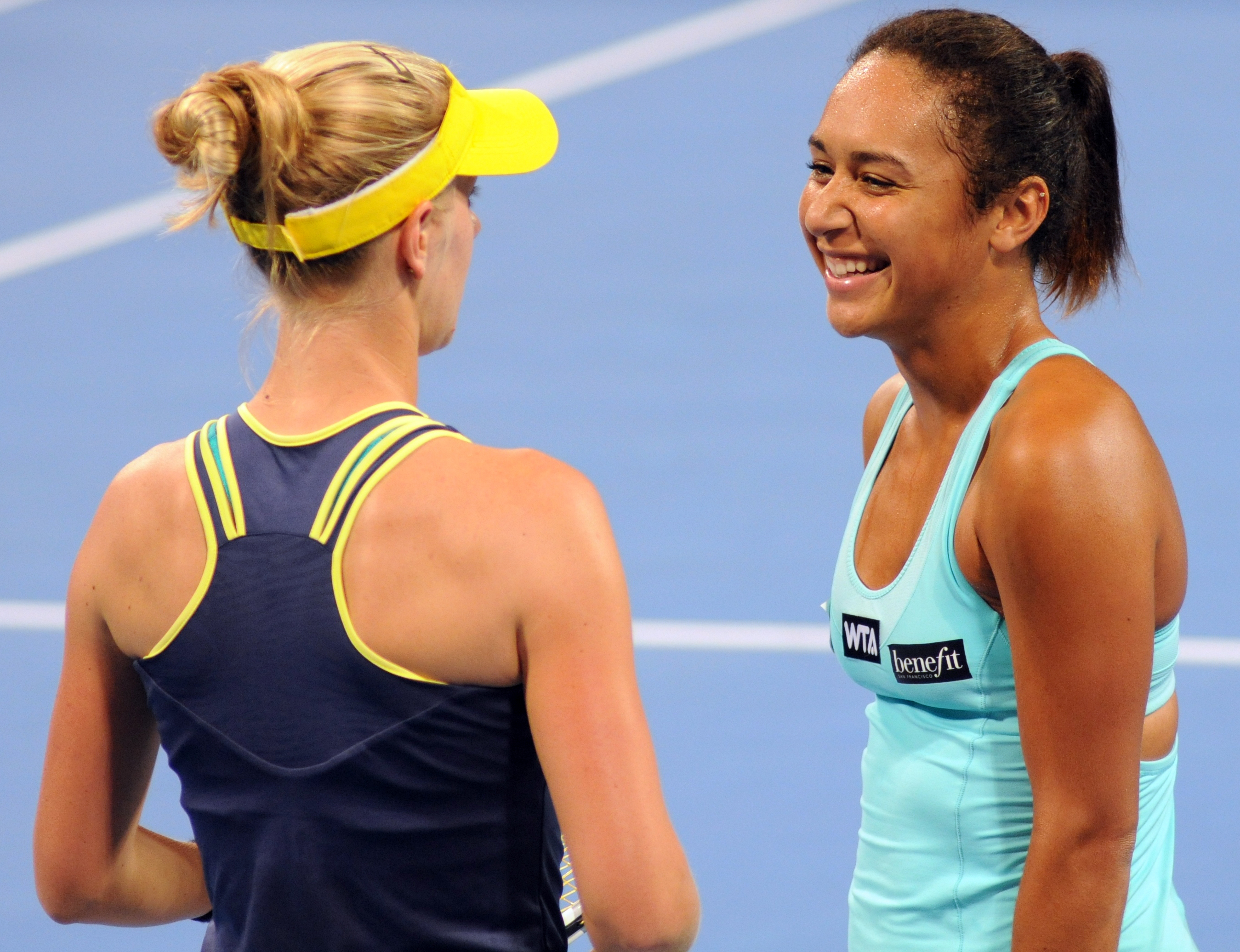
Kontakt wzrokowy

Kontakt wzrokowy – środek wyrazu w komunikacji niewerbalnej, wszelkie wymiany spojrzeń pomiędzy ludźmi pozostającymi w interakcji.
Spojrzenia mogą mieć różną długość i częstotliwość, ale do kontaktu wzrokowego zalicza się też znaczący brak spojrzeń w czasie interakcji. Podczas kontaktu, np. rozmowy, przez około połowę czasu, uwaga rozmówcy koncentruje się na oczach interlokutora. Patrzenie na inną osobę jest przejawem pozytywnej albo negatywnej oceny. Inną istotną funkcją kontaktu wzrokowego jest koncentracja uwagi na rozmówcy. Ekspresja oczu wyraża się nie tylko przez kontakt wzrokowy, ale również poprzez zmianę wielkości źrenic, mruganie i jego częstotliwość, a także szerokość rozwarcia oczu.
Zbyt długi kontakt wzrokowy może zostać odczytany jako próba zastraszenia, natomiast zbyt krótki jako brak zainteresowania. Optymalny wzmacnia stosunki między uczestnikami dialogu.